# Michael Callanan
Pour les articles homonymes, voir Callanan.
Michael Callanan (29 mars 1849-21 février 1929) est un homme politique canadien en Colombie-Britannique. Il est député provincial conservateur de Cariboo de 1909 à 1916.

## Biographie
Né à Clonakilty dans le comté de Cork en Irlande, Callanan étudie la médecine au Trinity College de Dublin et également à Paris. Il pratique ensuite à Kilbrittain (en) et à Rosscarbery entre 1873 et 1875. S'installant au Canada, il se rend dans les Territoires du Nord-Ouest avant de s'installer à Nanaimo et ensuite à Victoria pendant huit ans. En 1894, il s'installe à Quesnel et à Barkerville en 1899 où il est médecin au Royal Cariboo Hospital,.
Callanan meurt d'une longue maladie à la St. Mary's Hospital de New Westminster à l'âge de 79 ans.